# Henryk Nowara
Henryk Nowara (ur. 14 czerwca 1924 w Hajdukach Wielkich, zm. 28 listopada 2001 w Chorzowie) – polski bokser, trener, olimpijczyk z Helsinek 1952.
Dwukrotny mistrz Polski w kategorii średniej (1949,1952) i wicemistrz w kategorii średniej (1947) oraz w kategorii półciężkiej (1951). Uczestnik mistrzostw Europy w roku 1949. Na igrzyskach olimpijskich w 1952 r. odpadł w eliminacjach w kategorii średniej. W czasie kariery zawodniczej stoczył 347 walk z czego 314 wygrał, 6 zremisował i 27 przegrał.
Po zakończeniu kariery poświęcił się pracy trenerskiej w śląskich klubach. Współpracownik Feliksa Stamma. W roku 1967 wyjechał do Meksyku aby przygotować kadrę tego kraju do igrzysk olimpijskich (wraz z Kazimierzem Marcem). Podczas olimpiady bokserzy Meksyku zdobyli 4 medale (z tamtego okresu przylgnął do niego przydomek "Profesor Enrique"). Na początku lat 70. XX wieku objął kadrę bokserską Polski przygotowując ją do mistrzostw Europy w 1971 r., gdzie Polacy zdobyli 6 medali oraz igrzysk olimpijskich w 1972 r., gdzie polscy bokserzy zdobyli 4 medale.
W 1972 został odznaczony Krzyżem Kawalerskim Orderu Odrodzenia Polski.